# Campos (flygplats)
Campos är en flygplats i Brasilien.   Den ligger i kommunen Campos dos Goytacazes och delstaten Rio de Janeiro, i den sydöstra delen av landet, 900 km sydost om huvudstaden Brasília. Campos ligger 17 meter över havet.
Terrängen runt Campos är mycket platt.Runt Campos är det ganska glesbefolkat, med 39 invånare per kvadratkilometer.. Närmaste större samhälle är Campos dos Goytacazes, 6,6 km söder om Campos.
Omgivningarna runt Campos är en mosaik av jordbruksmark och naturlig växtlighet.